# Острво доктора Мороа
Острво доктора Мороа (енгл. The Island of Doctor Moreau) је научнофантастични роман британског писца Х. Џ. Велса, први пут објављен 1. јануара 1896. године. Прича се одвија између 1. фебруара 1887. и 5. јануара 1888. године. Роман је испричан из првог лица Едварда Прендика, човека који је доживео бродолом и кога је спасио брод у пролазу. Он је остављен на острву где живи доктор Моро, луди научник који од животиња ствара хибридна бића налик људима, путем вивисекције. Књига обрађује више тема, укључујући бол и окрутност, моралну одговорност, људски идентитет, мешање човека у природу и последице трауме. Велс га је описао као „демонстрацију младалачког богохуљења”.
Острво доктора Мороа је класично дело ране научне фантастике и остаје један од најпознатијих Велсових романа. Ово је уједно и најранији приказ научнофантастичног мотива „уздизања” (енгл. uplift), где се напреднија раса меша у еволуцију животињске врсте како би је довела на виши ниво интелигенције. Роман је више пута екранизован и адаптиран у различитим медијима.

## Радња
Енглез Едвард Прендик преживљава бродолом Лејди Вејн у јужном Пацифику. Спасава га брод у пролазу, Ипекакуања, а човек по имену Монтгомери га оживљава. Прендик упознаје и наказног, животињоликог домородачког човека по имену М’линг, који је представљен као Монтгомеријев слуга. Брод превози велики број животиња које припадају Монтгомерију, од којих је најнеобичнија пума. Како се приближавају острву које је Монтгомеријева одредишна тачка, капетан захтева да Прендик напусти брод заједно са Монтгомеријем. Монтгомери му објашњава да неће моћи да му обезбеди смештај на острву. Упркос томе, капетан оставља Прендика у чамцу и одлази. Видећи да је Прендик напуштен, Монтгомери се ипак сажаљева и спасава га. Пошто бродови ретко пролазе поред острва, Прендик ће бити смештен у спољној просторији једног ограђеног комплекса.
Острво припада доктору Мороу. Прендик се присећа да је раније чуо за Мороа — некада угледног физиолога из Лондона, чији су језиви експерименти са вивисекцијом били јавно разоткривени, због чега је он побегао из Британије.
Следећег дана, Моро започиње рад на пуми, за коју ће се касније испоставити да је претворена у жену. Прендик схвата да Моро врши болан експеримент на животињи, а њени крици га терају да побегне у џунглу. Док лута, наилази на групу људи који изгледају људски, али имају недвосмислену сличност са свињама. Док се враћа према комплексу, одједном схвата да га неко прати из џунгле. У паничном бегу, прогонитељ га сустиже, али га Прендик погађа каменом и онесвешћује. Примећује да је тај нападач монструозни хибрид човека и животиње. По повратку у комплекс, Прендик испитује Монтгомерија, али он одбија да му открије истину. Након неуспешних покушаја да добије објашњење, Прендик на крају прихвата напитак за спавање.
Следећег јутра буди се са свежим сећањима на претходну ноћ. Примећује да су врата Морооове операционе сале остављена откључана и улази унутра, где затиче хуманоидно биће умотано у завоје на операционом столу. Пре него што може боље да погледа, Моро га бесно избацује. Ужаснут, Прендик почиње да верује да Моро вивисецира људе и да ће он бити његов следећи експеримент. У страху бежи у џунглу, где среће Човека-Мајмуна, који га води у насеље сличних полуживотињских, полљудских створења, укључујући Човека-Лењивца. Њихов вођа је велико сиво створење непознате врсте, звано Обзнањивач Закона, које га приморава да понавља чудну молитву познату као „Закон” — списак забрана животињског понашања и хвалоспев Мороу.
Изненада, доктор Моро упада у насеље тражећи Прендика, али Прендик бежи у џунглу. Одлази ка океану, где планира да се удави, радије него да дозволи Мороу да експериментише на њему. Моро га проналази и објашњава му да створења названа Зверски народ нису некада били људи, већ животиње. Прендик се враћа у комплекс, где му Моро открива да је на острву већ једанаест година и да покушава да у потпуности трансформише животињу у човека. Иако је све ближи савршенству, његови експериментални субјекти имају склоност да се враћају свом животињском облику и понашању. Моро сматра да је бол коју наноси безначајна и неизбежна цена научног напретка. Такође тврди да је бол животињски инстинкт који прави човек не може да осећа, а да би то доказао, сече своје бедро ножем, не показујући никакав бол.
Једног дана, Прендик и Монтгомери налазе полупоједеног зеца. Пошто су једење меса и окушање крви строго забрањени, доктор Моро сазива збор Зверског народа и идентификује Човека-Леопарда (истог оног који је први пут јурио Прендика) као преступника. Свестан да ће га Моро одвести назад у лабораторију ради још болнијих експеримената, Човек-Леопард бежи. Група га на крају опкољава у жбуњу, али Прендик, сажаливши се, пуца у њега и окончава му патњу. Он такође верује да иако је Човек-Леопард прекршио неколико закона — пио воду клечећи као животиња, јурио људе (Прендика) и трчао на све четири — он није био једини одговоран за смрт зечева. Други кривац био је Хијена-Свиња, следећи најопаснији Зверски човек на острву. Моро је бесан што је Прендик убио Човека-Леопарда, али не може ништа да учини поводом тога.
Како време пролази, Прендик постаје отпоран на наказност Зверског народа. Међутим, једног дана недовршена Жена-Пума кида своје окове и бежи из лабораторије. Моро јури за њом, али њихова борба се завршава обостраном смрћу. Монтгомери, схрван, почиње да дели своју залиху алкохола са Зверским народом. Прендик одлучује да напусти острво, али убрзо чује комешање напољу — у сукобу са зверским људима гину Монтгомери, његов слуга М’линг и Обзнањивач Закона. У исто време, комплекс захвата пожар, пошто је Прендик срушио лампу. Без могућности да спаси било какве залихе, Прендик схвата да је Монтгомери претходне ноћи уништио све чамце на острву.
Након смрти Мороа и Монтгомерија, Прендик месецима преживљава на острву са Зверским народом. Временом, они све више поново постају животиње — почињу да лове зечеве, враћају се ходу на све четири и напуштају своја заједничка насеља, одлазећи у дивљину. На крају, Хијена-Свиња убија Прендиковог верног сапутника, Човека-Пса. Уз помоћ Човека-Лењивца, Прендик убија Хијену-Свињу у самоодбрани.
Прендикови покушаји да изгради сплав показују се као неуспешни. Ипак, једног дана, чамац са два леша испливава на обалу (могуће да су то капетан брода који је примио Прендика и један морнар). Прендик користи чамац да побегне са острва и након три дана на мору, спашава га брод у пролазу. Када исприча своју причу, људи га сматрају лудим, па он симулира губитак памћења.
По повратку у Енглеску, Прендик више не може да буде у друштву људи — сви му изгледају као да ће се у сваком тренутку претворити у животиње. Напушта Лондон и живи готово у потпуној самоћи у провинцији, посвећујући се хемији и астрономији, у којима једино налази неки мир.

## Историјски контекст
У време објављивања романа, 1896. године, у Европи се све више расправљало о могућности дегенерације људске расе. Све веће противљење вивисекцији животиња довело је до оснивања група попут Националног друштва против вивисекције 1875. и Британске уније за укидање вивисекције 1898. године. Острво доктора Мороа одражава етичке, филозофске и научне бриге и контроверзе које су произашле из ових тема, као и идеје дарвинистичке еволуције, које су у другој половини 19. века значајно уздрмале друштвене норме.
У свом предговору за Дела Х .Џ. Велса, други том (1924), Велс објашњава да је Острво доктора Мороа инспирисано суђењем Оскару Вајлду.
Острво доктора Мороа написано је 1895. године, а започето током рада на Чудесној посети. То је теолошка гротеска, а утицај Свифта је врло очигледан. У то време догодило се скандалозно суђење, неславан и тужан пад једног генијалног човека, а ова прича је била одговор маштовитог ума на подсећање да је човечанство у основи само грубо обликована животиња, у вечном унутрашњем сукобу између инстинкта и заповести. Ова прича представља ту идеју, али осим тога нема алегоријски карактер. Написана је једноставно да би што живље дочарала представу људи као збуњених и мучених звери, примораних на разумност. Када читалац у овој збирци дође до историјских списа, наћи ће исту идеју човека као преобликоване животиње, али не више у облику огорчене карикатуре, већ као промишљено и утврђено уверење.

## Пријем
Објављивање романа изазвало је велико негодовање међу критичарима и у медијима. The London Times га је назвао „огавним и одвратним”. Познати зоолог Питер Чалмерс Мичел ангажован је од стране новина Saturday Review да напише рецензију, у којој је Велса назвао научним јеретиком. Хумористички магазин Punch објавио је пародију под називом „Острво доктора Менија”, коју је написао Џејмс Ф. Саливан. Сва та пажња и контроверза довеле су до тога да Острво доктора Мороа постане Велсов најпродаванији роман до тог тренутка.